# 1. Fußball-Club Kaiserslautern 1975-1976
Questa voce raccoglie le informazioni riguardanti il 1. Fußball-Club Kaiserslautern nelle competizioni ufficiali della stagione 1975-1976.

## Stagione
Nella stagione 1975-1976 il Kaiserslautern, allenato da Erich Ribbeck, concluse il campionato di Bundesliga al 7º posto. In Coppa di Germania il Kaiserslautern perse la finale con dall'Amburgo.

## Rosa
| N. |                     | Ruolo | Calciatore         |
| -- | ------------------- | ----- | ------------------ |
|    | Svezia (bandiera)   | P     | Ronnie Hellström   |
|    | Germania (bandiera) | P     | Josef Stabel       |
|    | Germania (bandiera) | D     | Hans-Peter Briegel |
|    | Germania (bandiera) | D     | Ernst Diehl        |
|    | Germania (bandiera) | D     | Hans-Dieter Diehl  |
|    | Germania (bandiera) | D     | Walter Frosch      |
|    | Germania (bandiera) | D     | Hans-Günther Kroth |
|    | Germania (bandiera) | D     | Reinhard Meier     |
|    | Germania (bandiera) | D     | Dietmar Schwager   |
|    | Germania (bandiera) | D     | Peter Schwarz      |

| N. |                     | Ruolo | Calciatore          |
| -- | ------------------- | ----- | ------------------- |
|    | Germania (bandiera) | C     | Werner Melzer       |
|    | Germania (bandiera) | C     | Helmut Nickel       |
|    | Germania (bandiera) | C     | Johannes Riedl      |
|    | Germania (bandiera) | C     | Klaus Scheer        |
|    | Germania (bandiera) | C     | Heinz Wilhelmi      |
|    | Germania (bandiera) | A     | Josef Pirrung       |
|    | Svezia (bandiera)   | A     | Roland Sandberg     |
|    | Germania (bandiera) | A     | Heinz Stickel       |
|    | Germania (bandiera) | A     | Klaus Toppmöller    |
|    | Germania (bandiera) | A     | Heinz-Rudolf Weiler |

## Organigramma societario
Area tecnica
- Allenatore: Erich Ribbeck
- Allenatore in seconda:
- Preparatore dei portieri:
- Preparatori atletici:

## Calciomercato

### Sessione estiva
| Acquisti | Acquisti           | Acquisti          | Acquisti |
| R.       | Nome               | da                | Modalità |
| -------- | ------------------ | ----------------- | -------- |
| D        | Hans-Peter Briegel | Kaiserslautern II |          |
| C        | Klaus Scheer       | Schalke 04        |          |
| A        | Heinz Stickel      | Stoccarda         |          |

| Cessioni | Cessioni      | Cessioni          | Cessioni |
| R.       | Nome          | a                 | Modalità |
| -------- | ------------- | ----------------- | -------- |
| D        | Horst Bender  | Saarbrücken       |          |
| C        | Hermann Bitz  | Kickers Offenbach |          |
| D        | Fritz Fuchs   | Hassia Bingen     |          |
| A        | Werner Thelen | FSV Francoforte   |          |

### Sessione invernale
| Acquisti | Acquisti | Acquisti | Acquisti |
| R.       | Nome     | da       | Modalità |
| -------- | -------- | -------- | -------- |

| Cessioni | Cessioni | Cessioni | Cessioni |
| R.       | Nome     | a        | Modalità |
| -------- | -------- | -------- | -------- |

## Risultati

### Bundesliga

#### Girone di andata
| Arbitro: | Hilker |

|                            |           |                 |
| Riedl 52’ (rig.) Meier 71’ | Marcatori | 56’, 79’ Janzon |

| Arbitro: | Ohmsen |

|                                    |           |  |
| Riedl 36’ (aut.) Simonsen 72’, 73’ | Marcatori |  |

| Arbitro: | Kindervater |

|                            |           |                          |
| Meier 54’ Diehl 81’ (rig.) | Marcatori | 37’ Anders 90’ Stegmayer |

| Arbitro: | Walz |

|                |           |             |
| Zimmermann 52’ | Marcatori | 6’ Sandberg |

| Arbitro: | Hennig |

|                |           |  |
| Nogly 10’, 55’ | Marcatori |  |

| Arbitro: | Aldinger |

|                               |           |  |
| Toppmöller 28’, 72’ Riedl 50’ | Marcatori |  |

| Arbitro: | Picker |

|                                                          |           |                |
| Huhse 2’ Burgsmüller 35’, 90’ (rig.) Lorant 73’ Bast 86’ | Marcatori | 78’ Toppmöller |

| Arbitro: | Lutz |

|                                 |           |            |
| Toppmöller 47’ Diehl 75’ (rig.) | Marcatori | 77’ Kaczor |

| Arbitro: | Gabor |

|               |           |              |
| Hölzenbein 3’ | Marcatori | 75’ Sandberg |

| Arbitro: | Eschweiler |

|                     |           |            |
| Toppmöller 34’, 85’ | Marcatori | 38’ Wunder |

| Arbitro: | Waltert |

|                        |           |  |
| Beer 14’, 83’ Horr 54’ | Marcatori |  |

| Arbitro: | Weyland |

|                                    |           |            |
| Meier 57’ Sandberg 71’ Schwarz 77’ | Marcatori | 90’ Ristić |

| Arbitro: | Kindervater |

|                                 |           |                                                           |
| Schäfer 56’, 80’ Bredenfeld 68’ | Marcatori | 1’ Toppmöller 35’ Riedl 60’ (aut.) Kalb 73’, 82’ Sandberg |

| Arbitro: | Waltert |

|                                              |           |  |
| Sandberg 13’, 90’ Schwarz 47’ Toppmöller 82’ | Marcatori |  |

| Arbitro: | Gabor |

|                       |           |                   |
| Funkel 75’ Lübeke 89’ | Marcatori | 30’, 78’ Sandberg |

| Arbitro: | Haselberger |

|                            |           |          |
| Toppmöller 23’, 80’ (rig.) | Marcatori | 60’ Geye |

| Arbitro: | Horstmann |

|                          |           |                       |
| Fischer 52’ Bongartz 79’ | Marcatori | 5’ Sandberg 86’ Diehl |

#### Girone di ritorno
| Arbitro: | Jensen |

|                  |           |                                                  |
| Blechschmidt 57’ | Marcatori | 15’ Toppmöller 34’ Sandberg 77’ Diehl 82’ Melzer |

| Arbitro: | Aldinger |

|  |           |                                      |
|  | Marcatori | 16’ Heynckes 31’ Simonsen 84’ Danner |

| Arbitro: | Wichmann |

|                            |           |  |
| Wunder 36’ Holz 86’ (rig.) | Marcatori |  |

| Arbitro: | Klauser |

|                       |           |             |
| Toppmöller 29’ (rig.) | Marcatori | 73’ Glowacz |

| Arbitro: | Hilker |

|                            |           |  |
| Toppmöller 35’ Pirrung 60’ | Marcatori |  |

| Arbitro: | Messmer |

|            |           |                   |
| Bücker 16’ | Marcatori | 30’, 71’ Sandberg |

| Arbitro: | Aldinger |

|                                                 |           |  |
| Sandberg 5’ Toppmöller 16’, 33’, 59’ Frosch 55’ | Marcatori |  |

| Arbitro: | Roth |

|                       |           |  |
| Eggert 11’ Lameck 62’ | Marcatori |  |

| Arbitro: | Eschweiler |

|                                             |           |                |
| Toppmöller 5’ Weidle 51’ (aut.) Pirrung 73’ | Marcatori | 86’ Hölzenbein |

| Arbitro: | Ohmsen |

|                                   |           |                                    |
| Kapellmann 6’ Roth 52’ Hoeneß 54’ | Marcatori | 44’, 62’, 81’ Toppmöller 57’ Riedl |

| Arbitro: | Waltert |

|                                                  |           |  |
| Sandberg 5’, 46’ Toppmöller 24’ Schwarz 62’, 72’ | Marcatori |  |

| Arbitro: | Hennig |

|                                   |           |  |
| Gersdorff 45’ (rig.) Popivoda 81’ | Marcatori |  |

| Arbitro: | Ahlenfelder |

|                                       |           |            |
| Sandberg 30’ Kroth 35’ Toppmöller 51’ | Marcatori | 4’ Schäfer |

| Arbitro: | Fork |

|                                         |           |                      |
| Kontny 14’ Röber 27’ (rig.) Røntved 43’ | Marcatori | 64’ Meier 89’ Frosch |

| Arbitro: | Picker |

|                  |           |                      |
| Diehl 42’ (rig.) | Marcatori | 56’ Riege 80’ Funkel |

| Arbitro: | Walz |

|                                              |           |             |
| Seel 38’ Herzog 74’, 80’, 90’ Zimmermann 77’ | Marcatori | 35’ Briegel |

| Arbitro: | Waltert |

|             |           |                                       |
| Schwarz 74’ | Marcatori | 51’ Fischer 57’ Kremers 87’ Abramczik |

### Coppa di Germania
| Arbitro: | Dellwing |

|                                   |           |  |
| Riedl 15’ (rig.) Rösel 78’ (aut.) | Marcatori |  |

| Arbitro: | Zuchantke |

|                  |           |                                                                       |
| Auras 63’ (rig.) | Marcatori | 7’ (aut.) Gliwitzky 12’ Toppmöller 20’ Diehl 48’ Pirrung 53’ Sandberg |

| Arbitro: | Rögner |

|          |           |                                      |
| Abel 14’ | Marcatori | 3’ Riedl 15’ Toppmöller 30’ Sandberg |

| Arbitro: | Dreher |

|                     |           |  |
| Toppmöller 24’, 71’ | Marcatori |  |

| Arbitro: | Riegg |

|                                       |           |  |
| Toppmöller 34’ Frosch 82’ Schwarz 88’ | Marcatori |  |

| Arbitro: | Redelfs |

|                                       |           |                           |
| Toppmöller 18’, 23’, 60’ Sandberg 30’ | Marcatori | 48’ Weiner 63’ Hermandung |

| Arbitro: | Eschweiler |

|                         |           |  |
| Nogly 22’ Bjørnmose 37’ | Marcatori |  |

## Statistiche

### Statistiche di squadra
| Competizione      | Punti | In casa | In casa | In casa | In casa | In casa | In casa | In trasferta | In trasferta | In trasferta | In trasferta | In trasferta | In trasferta | Totale | Totale | Totale | Totale | Totale | Totale | DR  |
| Competizione      | Punti | G       | V       | N       | P       | Gf      | Gs      | G            | V            | N            | P            | Gf           | Gs           | G      | V      | N      | P      | Gf     | Gs     | DR  |
| ----------------- | ----- | ------- | ------- | ------- | ------- | ------- | ------- | ------------ | ------------ | ------------ | ------------ | ------------ | ------------ | ------ | ------ | ------ | ------ | ------ | ------ | --- |
| Bundesliga        | 37    | 17      | 11      | 3       | 3       | 41      | 19      | 17           | 4            | 4            | 9            | 25           | 41           | 34     | 15     | 7      | 12     | 66     | 60     | +6  |
| Coppa di Germania | -     | 4       | 4       | 0       | 0       | 11      | 2       | 3            | 2            | 0            | 1            | 8            | 4            | 7      | 6      | 0      | 1      | 19     | 6      | +13 |
| Totale            | 37    | 21      | 15      | 3       | 3       | 52      | 21      | 20           | 6            | 4            | 10           | 33           | 45           | 41     | 21     | 7      | 13     | 85     | 66     | +19 |

### Andamento in campionato
| Giornata  | 1 | 2  | 3  | 4  | 5  | 6  | 7  | 8  | 9  | 10 | 11 | 12 | 13 | 14 | 15 | 16 | 17 | 18 | 19 | 20 | 21 | 22 | 23 | 24 | 25 | 26 | 27 | 28 | 29 | 30 | 31 | 32 | 33 | 34 |
| --------- | - | -- | -- | -- | -- | -- | -- | -- | -- | -- | -- | -- | -- | -- | -- | -- | -- | -- | -- | -- | -- | -- | -- | -- | -- | -- | -- | -- | -- | -- | -- | -- | -- | -- |
| Luogo     | C | T  | C  | T  | T  | C  | T  | C  | T  | C  | T  | C  | T  | C  | T  | C  | T  | T  | C  | T  | C  | C  | T  | C  | T  | C  | T  | C  | T  | C  | T  | C  | T  | C  |
| Risultato | N | P  | N  | N  | P  | V  | P  | V  | N  | V  | P  | V  | V  | V  | N  | V  | N  | V  | P  | P  | N  | V  | V  | V  | P  | V  | V  | V  | P  | V  | P  | P  | P  | P  |
| Posizione | 8 | 16 | 16 | 16 | 16 | 14 | 16 | 15 | 12 | 11 | 14 | 10 | 6  | 5  | 5  | 4  | 4  | 4  | 4  | 6  | 7  | 4  | 4  | 4  | 5  | 4  | 4  | 2  | 3  | 3  | 4  | 6  | 6  | 7  |

Legenda:

Luogo: C = Casa; T = Trasferta. Risultato: V = Vittoria; N = Pareggio; P = Sconfitta.

### Statistiche dei giocatori
| Giocatore     | Bundesliga | Bundesliga | Bundesliga  | Bundesliga | Coppa di Germania | Coppa di Germania | Coppa di Germania | Coppa di Germania | Totale   | Totale | Totale      | Totale     |
| Giocatore     | Presenze   | Reti       | Ammonizioni | Espulsioni | Presenze          | Reti              | Ammonizioni       | Espulsioni        | Presenze | Reti   | Ammonizioni | Espulsioni |
| ------------- | ---------- | ---------- | ----------- | ---------- | ----------------- | ----------------- | ----------------- | ----------------- | -------- | ------ | ----------- | ---------- |
| H. Briegel    | 7          | 1          | 0           | 0          | 0                 | 0                 | 0                 | 0                 | 7        | 1      | 0           | 0          |
| E. Diehl      | 34         | 4          | 3           | 0          | 6                 | 1                 | 0                 | 0                 | 40       | 5      | 3           | 0          |
| H. Diehl      | 9          | 1          | 0           | 0          | 4                 | 0                 | 0                 | 0                 | 13       | 1      | 0           | 0          |
| W. Frosch     | 27         | 2          | 6           | 0          | 6                 | 1                 | 2                 | 0                 | 33       | 3      | 8           | 0          |
| R. Hellström  | 34         | 0          | 0           | 0          | 7                 | 0                 | 0                 | 0                 | 41       | 0      | 0           | 0          |
| H. Kroth      | 34         | 1          | 4           | 0          | 6                 | 0                 | 1                 | 0                 | 40       | 1      | 5           | 0          |
| R. Meier      | 34         | 4          | 10          | 1          | 7                 | 0                 | 0                 | 0                 | 41       | 4      | 10          | 1          |
| W. Melzer     | 34         | 1          | 1           | 0          | 7                 | 0                 | 0                 | 0                 | 41       | 1      | 1           | 0          |
| H. Nickel     | 0          | 0          | 0           | 0          | 0                 | 0                 | 0                 | 0                 | 0        | 0      | 0           | 0          |
| J. Pirrung    | 25         | 2          | 1           | 0          | 5                 | 1                 | 1                 | 0                 | 30       | 3      | 2           | 0          |
| J. Riedl      | 31         | 4          | 2           | 0          | 7                 | 2                 | 0                 | 0                 | 38       | 6      | 2           | 0          |
| R. Sandberg   | 34         | 17         | 0           | 0          | 7                 | 3                 | 0                 | 0                 | 41       | 20     | 0           | 0          |
| K. Scheer     | 23         | 0          | 1           | 0          | 4                 | 0                 | 0                 | 0                 | 27       | 0      | 1           | 0          |
| D. Schwager   | 0          | 0          | 0           | 0          | 0                 | 0                 | 0                 | 0                 | 0        | 0      | 0           | 0          |
| P. Schwarz    | 23         | 5          | 0           | 0          | 4                 | 1                 | 0                 | 0                 | 27       | 6      | 0           | 0          |
| J. Stabel     | 0          | 0          | 0           | 0          | 0                 | 0                 | 0                 | 0                 | 0        | 0      | 0           | 0          |
| H. Stickel    | 11         | 0          | 0           | 0          | 2                 | 0                 | 0                 | 0                 | 13       | 0      | 0           | 0          |
| K. Toppmöller | 32         | 22         | 7           | 0          | 6                 | 8                 | 0                 | 0                 | 38       | 30     | 7           | 0          |
| H. Weiler     | 4          | 0          | 0           | 0          | 1                 | 0                 | 0                 | 0                 | 5        | 0      | 0           | 0          |
| H. Wilhelmi   | 30         | 0          | 3           | 0          | 7                 | 0                 | 0                 | 0                 | 37       | 0      | 3           | 0          |